# Anápolis
Anápolis là một đô thị thuộc bang Goiás, Brasil. Đô thị này có diện tích 918 km², dân số năm 2007 là 331329 người, mật độ 347,1 người/km².